# 제3회 가톨릭영화제
제3회 가톨릭영화제는 2016년 10월 27일에 열린 시상식이다.

## 수상 및 후보

### 대상
- 나와 함께 블루스를 - 이한종 수상

### 우수상
- 아무것도 아니지만 - 황지은 수상

### 장려상
- 천막 - 이란희 수상
- 여름밤 - 이지원 수상
- 새들이 돌아오는 시간 - 정승오 수상

### 관객상
- 나와 함께 블루스를 - 이한종 수상

### CaFF초이스 장편
- 계춘할망 - 창감독
- 작은 영혼의 쉼터 - 론 크라우스
- 라우프: 소년의 소원 - 바리스 카야 외 1명
- 족구왕 - 우문기
- 낙엽귀근 - 장양
- 어네스트와 셀레스틴 - 뱅상 파타르
- 스타박'스 다방 - 이상우
- 휴먼 - 얀 아르튀스-베르트랑
- 더 롱거스트 디스턴스 - 클라우디아 핀토

### CaFF단편경쟁
- 강우 이야기 - 이민규
- 고백 - 김우현
- 그 자리 - 신나리
- 나와 함께 블루스를 - 이한종
- 밀랍인형 - 염경식
- 새들이 돌아오는 시간 - 정승오
- 선생양반 - 김선경
- 세이버 - 박용재
- 수요기도회 - 김인선
- 아무것도 아니지만 - 황지은
- 여름밤 - 이지원
- 잠상 - 양승호
- 천막 - 이란희
- 콩자반 - 선고은

### CaFF클래식
- 굿바이 칠드런 - 루이 말
- 들백합 - 랠프 넬슨

### CaFF특별전
- 오드볼 - 스튜어트 맥도널드
- 레이싱 익스팅션 - 루이 시호요스